# Castello di Reggio Calabria
Das Castello di Reggio Calabria, auch Castello aragonese (dt.: aragónesische Burg) genannt, ist eine Burg aus dem 6. Jahrhundert in Reggio Calabria in der italienischen Region Kalabrien. Sie ist das wichtigste Festungswerk der Stadt und liegt an der Piazza Castello zwischen der Via Aschenez und der Via Possidonea. Sie gilt zusammen mit den Bronzestatuen von Riace als eines der bedeutendsten Symbole der Stadt. Seit 1956 ist dort das Observatorium des Istituto nazionale di Geofisica untergebracht.

## Geschichte

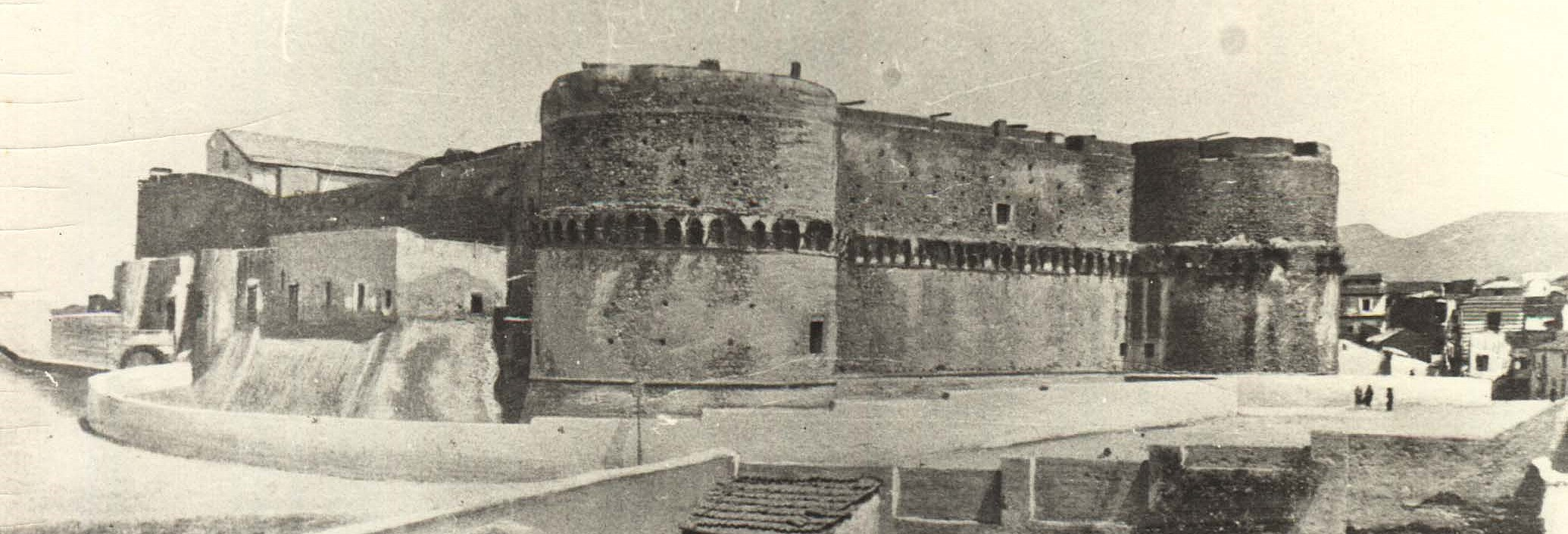
Die Burg im 19. Jahrhundert

Die Burg von Reggio Calabria wird zwar auch „aragónesisch“ genannt, hat aber einen sehr viel älteren Ursprung. Erste Spuren einer Befestigung auf diesem Gelände der Stadt stammen tatsächlich aus einer Zeit weit vor dem Bau der eigentlichen Burg.

### Antike
Heute ist der Hügel auf dem sich die Burg erhebt, wesentlich weniger sichtbar, aber in der Antike stellte er eine bedeutende Stelle für den Schutz des Mauersystems dar. Höchstwahrscheinlich hatte die Umfassungsmauer von Palaiapolis (Palèpoli, die archaische Stadt, die im 8. Jahrhundert v. Chr. von den Chalkidaern gegründet wurde) als untere Ecke der Mauern, die von der Akropolis herunterzog, genau das Gelände der heutigen Burg. In altgriechischer Zeit blieb der Hügel mit der Ausdehnung der Stadt Richtung Meer ein befestigter Ort von bemerkenswerter militärischer Bedeutung, während die Mauern, die sich in der „Polis“ der klassischen Zeit nach Norden hinunterzogen, heute am Hafen enden. Die archäologische Grabungsstätte der „Mura greche“ (dt.: griechische Mauer) am Lungomare Matteotti bezeichnet eine Ecke der Umfassungsmauer.
In altrömischer Zeit, zur Zeit der römischen Kaiser, kümmerte man sich angesichts des Aufschwungs, den das Kaiserreich bot, vermutlich nicht mehr um die Mauern und restaurierte sie auch nicht mehr und die bedeutendsten Festungsanlagen entlang der Mauern wurden aufgegeben und ihrem Schicksal überlassen.

### Mittelalter
Unter Kaiser Justinian I., im Krieg zwischen den Goten und den Byzantinern, zog Belisar in Reggio Calabria ein, um es von den Barbaren zu befreien, und fand die Stadt ohne jegliche Befestigung vor; so ordnete der General sofort die Restaurierung der Umfassungsmauer an. Er konnte angesichts der bedeutenden Rolle, den der Hafen für die Verbindung von Italien und Konstantinopel spielte, wirklich nicht erlauben, dass die Stadt schutzlos dastand. Daher wurde der untere Teil der Mauern, der an den Hafen anschloss, wiederhergestellt und der „Burghügel“ wurde so zur Eckbastion der Umfassungsmauer zur Bergseite hin. All dies schuf ein befestigtes Zentrum, das den Hafen von Reggio Calabria und das ganze südliche Kalabrien schützte. Die Existenz einer richtigen Burg ist ab dem Jahr 536 dokumentiert.
1059 fiel die Befestigung von Byzantinern an die Normannen und 1266 an Karl I. von Anjou. Seit der Zeit der Normannen, die dort ihren Hof etablierten, wurde die Burg mehrmals umgebaut und erweitert.
Ein substanzieller Teil dieser Arbeiten wurde während der langen Regierungszeit von Kaiser Friedrich II. durchgeführt, als die kaiserliche Autorität ein staatliches Verteidigungssystem für das Königreich Sizilien bereitstellen musste. Das betroffene Gelände muss während der normannischen Herrschaft eine Eckfestung der byzantinischen Mauern und einen Donjon enthalten haben. Der staufische Teil des Castello di Reggio Calabria blieb bis nach dem Erdbeben von 1908 erhalten und war ein Bau mit quadratischem Grundriss und vier Ecktürmen, die ebenfalls einen quadratischen Grundriss hatten.
Die Burg wurde 1327, nach wiederholten Kriegen zwischen den Angevinen und den Aragónesen, restauriert und 1381 auf Geheiß der Königin Johanna I. befestigt. 1382 befahl Karl von Durazzo dem regierenden Kapitän von Reggio Calabria die Restaurierung der Burg, wobei er peinlich darauf achten sollte, dass die Arbeiten von allen Beteiligten durchgeführt werden könnten.

“La torre maestra del castello, detta Magna de’ Cola, circondata di mura, e la torre lombarda dovevano essere restaurati a spese della regia Curia; la torre Palombara a spese dei Giudei di Reggio; la torre di Mese a spese dei cittadini di Mesa; la torre detta di Santo Niceto dagli abitatori di Santo Niceto; la torre ch’era sulla porta dagli abitatori di Amendolea; la torre, detta Malerba da quei di Malerba; le fabbriche ch’erano nel castello accanto alla Chiesa a spese della regia Curia.
La Chiesa del castello dovea restaurarsi a spese dell’Abazia di San Nicola di Calamati; l’impennata sull’entrata della porta del castello a spese dell’abazia di Terreti.
Il vescovo, di Bova dovea, restaurare le stanze ov’erano, la cucina e la dispensa; gli uomini, del feudo di Leucio de Logoteta, il forno; l’abazia di San Giorgio de Enchia la sala, grande e finalmente l’università di Reggio dovea curare il restauro de’ barbacani.“

(dt.: Der Hauptturm der Burg, „Magna de’ Cola“ genannt und von einer Mauer umgeben, und der lombardische Turm müssen auf Kosten der königlichen Kurie restauriert werden; der „Palombaraturm“ auf Kosten der Führer von Reggio; der „Meseturm“ auf Kosten der Bürger von Mesa; der Turm namens „Santo Niceto“ von den Einwohnern von Niceto; der Turm über dem Tor von den Einwohnern von Amendolea; der Turm namens „Malerba“ von denen von Malerba; die Gebäude in der Burg neben der Kirche auf Kosten der königlichen Kurie.
Die Kirche der Burg muss auf Kosten der Abtei „San Nicola di Calamati“ restauriert werden; der Anstieg über dem Eingang des Burgtores auf Kosten der Abtei „Terreti“.
Der Bischof von „Bova“ muss die Räume restaurieren lassen, in dem sich die Küche und das Lager befinden; die Männer des Lehens von „Leucio de Logoteta“ den Herd; die Abtei „San Giorgio de Enchia“ den großen Saal und schließlich muss sich die Universität von Reggio um die Restaurierung der Barbakanen kümmern.)

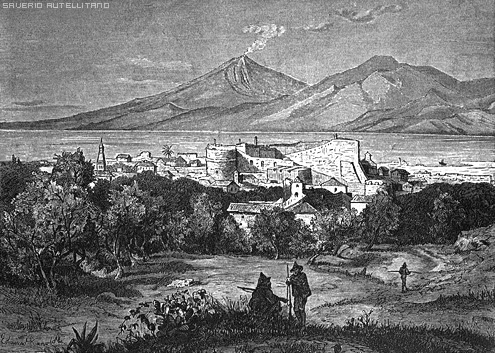
Alter Stich, auf dem Reggio Calabria und seine Burg abgebildet sind

Die Restaurierungsarbeiten an der Burg von Reggio Calabria wurden in Bezug auf den Krieg ausgeführt, der zwischen Karl von Durazzo und dem anderen Thronprätendenten von Neapel, Ludwig II. von Anjou ausgebrochen war. Es scheint darüber hinaus, dass zwischen den Teilnehmern an der Restaurierung der Burg auch Agato Malarbi aus Gerace war, der nicht wenig dazu beitrug, Kalabrien ruhig zu halten.
Bereits seit ihrem Bau wurde die Burg angesichts ihrer strategischen Bedeutung einer Reihe von Restaurierungen und Umbauten unterzogen, die alle da Ziel hatten, das Verteidigungsbauwerk der Entwicklung der Belagerungsmaschinen und noch mehr der Artillerie mit Schießpulver anzupassen.
Zu diesem Zweck ließ König Ferdinand in spanischer Zeit, 1458, die substanziellsten Änderungen unter der Leitung von Baccio Pontelli (einem bekannten Architekten und Schüler von Giorgio Martini) ausführen: Er ließ auf der Südseite zwei große Türme mit Zinnen und auf der Ostseite ein Ravelin (Außenwerk mit Artillerie) anbauen; es wurde auch ein Burggraben, gespeist von Orangibach (der in der Nähe der heutigen Piazza Orange verlief), angelegt. Nach einem ersten Eingriff muss sich das Werk um etliche Meter erhöht haben, um den Kanonen zu ermöglichen, bis zur außerstädtischen Siedlung Sbarre zu schießen.
1539 ließ Pedro Álvarez de Toledo die Aufnahmefähigkeit der Burg so erhöhen, das dort fast 1000 Personen untergebracht werden konnten, was den Bewohnern von Reggio Calabria mehrmals ermöglichte, sich vor den Einfällen der Türken zu retten, während derer die Burg als Gefängnis genutzt wurde.

### Neuzeit
Trotz zahlreicher Eingriffe blieb das Aussehen der Burg seit der Zeit von König Ferdinand fast unverändert, bis man beschloss, sie in eine Kaserne umzubauen, was den Abriss des Ravelins und die Vereinheitlichung des inneren Grundrisses bedingte. Während des Risorgimento wurde die Burg zu einem politischen Gefängnis und Hinrichtungsort für die Rebellen.
1860 wurden Stadt und Burg von Giuseppe Garibaldi erobert, so wurde die Bastion mit der Einheit Italiens und dem neuen Masterplan der Stadt (geschaffen 1869) als „Fremdkörper“ im neuen Stadtbild angesehen und man wollte an ihrer Stelle einen großen Platz schaffen. Dies löste Kontroversen zwischen denen, die die Burg abreißen wollten, um das letzte Zeugnis der spanischen Herrschaft verschwinden zu lassen, und denen, die den Abriss verhindern wollten, weil es sich um geschichtliches Denkmal aus der Antike und ein bedeutendes Erinnerungsstück der Stadt handelte. Gegen das Vorhaben der Stadt Reggio Calabria – die die Burg 1874 von der Regierung gekauft hatte, um sie abzureißen – wehrte sich der damalige Bildungsminister und betonte, dass die Burg ein archäologisches Denkmal sei.
1892 verfügte die Provinzialkommission für archäologische Kulturgüter einen teilweisen Abriss der Burg, aber bei gleichzeitigem Erhalt der beiden Türme, weil diese „historische Denkmäler der Stadt“ seien, und fünf Jahre später (1897) wurde die Burg zum Nationaldenkmal erklärt.
In den ersten Jahren des 20. Jahrhunderts wurde die Burg von einer Artilleriebrigade genutzt. Das Erdbeben von 1908 beschädigte die ältesten Räume der Burg, ließ aber die beiden Türme unversehrt. Die Beschädigungen an den Gebäuden sorgten, auch wenn sie nur klein waren, dafür, dass eine Bauverordnung von 1917 die Modalitäten eines Abrisses festlegte, aber im selben Jahr wurde die Burg verschont, da sie in eine Kaserne umgebaut wurde.

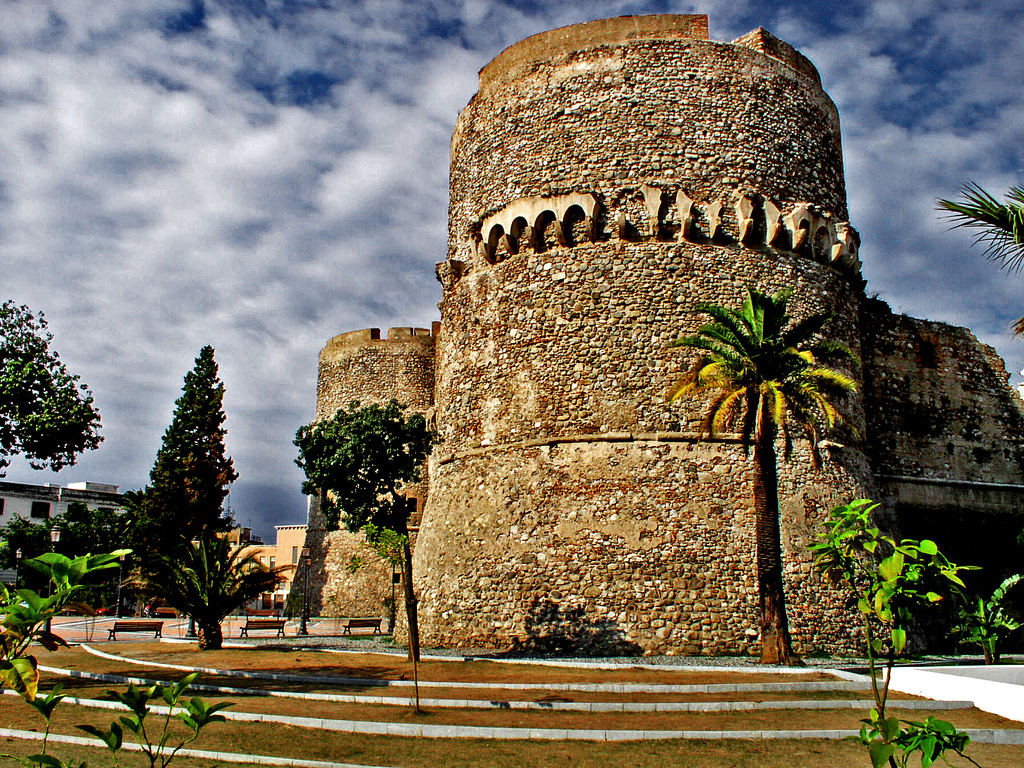

Vermutlich hat der politische Hass der Einwohner von Reggio Calabria auf die, die sie in den letzten Jahren vertreten hatten, die Entscheidung durchgesetzt, die Burg abzureißen, die, obwohl sie den Erdbeben und den Abrissverfügungen widerstanden hatte, an ihrem ältesten Teil verstümmelt worden war, auch im Namen einer vernünftigeren Stadtanlage. Die Festung wurde tatsächlich teilweise abgerissen, um gemäß den Angaben des von Pietro de Nava nach Beratung der Verwaltung erstellten Regierungsplans die Via Aschenez mit der Via Antonio Cimino zu verbinden. So wurden in verschiedenen Schritten 90 % der Gebäude abgerissen, aber der signifikanteste Teil der Bastion erhalten: Der mit den beiden Türmen aus der Zeit des Hauses Aragón, die sich heute noch majestätisch in der Mitte des Platzes erheben.

### Neueste Geschichte

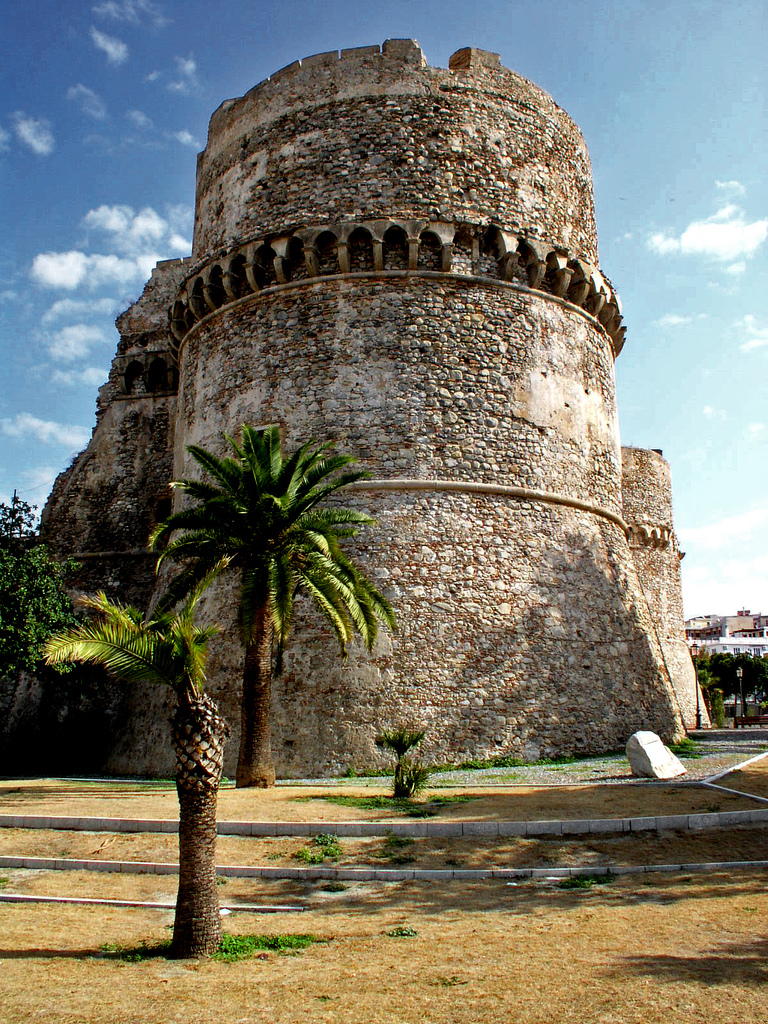
Andere Ansicht der Burg

Seit der Nachkriegszeit und bis 1986 war in der Burg das Observatorium des Istituto nazionale di Geofisica, ausgestattet mit einem Erdbebenzentrum und einem meteorologischen Zentrum, untergebracht.
Von 1983 bis 1986 residierte im kreisrunden Saal des Südturms der Burg die Umweltvereinigung KRONOS 1991, die wiederum den Club UNESCO von Reggio Calabria, die ENPA und zahlreiche kulturelle Verbände beherbergte.
Am 7. Mai 1986 stürzte wegen mangelhafter Restaurierungsarbeiten ein Teil der Burg auf der Nordwestseite ein.
Nachdem die Burg als nicht mehr nutzbar erklärt worden war, erweckte sie in den folgenden Jahren das Interesse örtlicher Vereine, die um ihre Wiederherstellung baten.
Mit der Aufwertung ihrer Umgebung (Piazza Castello und Via Aschenez) und dem vollständigen Umbau ist das Castello di Reggio Calabria zu einem Platz für kulturelle und gesellschaftliche Veranstaltungen geworden.

## Sonstiges
1981 widmeten die Poste Italiane der Burg eine 70-Lire-Marke, die Teil der Sammlung „Castelli d’Italia“ wurde.